# وست چیلتینگتون
وست چیلتینگتون (به انگلیسی: West Chiltington) یک روستا و محله مدنی در بریتانیا است که در Horsham District واقع شده‌است. وست چیلتینگتون ۱۷٫۳۳ کیلومتر مربع مساحت و ۳٬۳۱۵ نفر جمعیت دارد.